# Kidnapping Freddy Heineken
Kidnapping Freddy Heineken ist ein britisch-niederländisches Krimi-Drama von Daniel Alfredson aus dem Jahr 2015, das von der Entführung von Alfred Heineken handelt. Das von William Brookfield verfasste Drehbuch basiert auf einem Buch von Peter R. de Vries aus dem Jahr 1987. Anthony Hopkins spielt die Rolle des Freddy Heineken, in weiteren Rollen sind Sam Worthington, Jim Sturgess, Ryan Kwanten, Thomas Cocquerel und Mark van Eeuwen zu sehen. Im Jahr 2011 erschien bereits das niederländische Krimi-Drama des Regisseurs Maarten Treurniet, das sich demselben Thema widmete.

## Handlung
Im Jahr 1983 wollen die fünf Niederländer Willem Holleeder, Cor van Hout, Jan Boellard, Martin Erkamps und Frans Meijer einfach an Geld gelangen. Daher entschließen sie sich dazu, Freddy Heineken, den Besitzer von Heineken, zu entführen, um ein hohes Lösegeld einzufordern. Obwohl es ihnen gelingt, Heineken und seinen Fahrer Ab Doderer zu entführen, kommen sie in Schwierigkeiten, da sie keine kriminelle Erfahrung haben. Es gelingt ihnen nicht, mit der Polizei zu verhandeln und Cor möchte sich um seine schwangere Frau Sonja kümmern. Nachdem Heineken von der Polizei befreit wird, fliehen Willem und Cor nach Paris, wo sie untertauchen wollen. Cor ruft jedoch Sonja an, wodurch die Polizei die beiden orten kann. Als sie ihr Appartement verlassen, werden Cor und Willem von der französischen Polizei verhaftet. Einer Einblendung am Schluss des Films zufolge starb Freddy Heineken 2003, tatsächlich starb er jedoch 2002.

## Produktion
Die Dreharbeiten in Belgien begannen im Oktober 2013. Die meisten Außenaufnahmen erfolgten in Amsterdam.

## Rezeption
Kidnapping Mr. Heineken erhielt überwiegend negative Kritiken. Bei Metacritic liegt die Wertung bei 33/100, während sie bei Rotten Tomatoes bei 20 % liegt.
Die Los Angeles Times urteilte: „Trotz des wahren Hintergrunds ist Kidnapping Mr. Heineken im Bereich der B-Movie-Krimis gefangen.“ Das Magazin Variety meinte: „Ungefähr so ansprechend wie ein ein Tag altes Bier, das mit Zigarettenkippen übersät ist, ist das abgründige Entführungsdrama Kidnapping Mr. Heineken, eine jener internationalen Koproduktionen, die aus steuerlichen Gründen und nicht aus künstlerischen produziert wurden.“
Frank Scheck von The Hollywood Reporter kommentierte: „Bis die relativ kurzen, aber scheinbar endlosen Handlungen zum Schluss kommen, fühlen sich die Zuschauer möglicherweise selbst als Geiseln gefangen.“ Hingegen gab Rex Reed vom The New York Observer dem Film 3 von 4 Sternen und urteilte: „Anthony Hopkins spielt den König des Hopfens und er ist exzellent. So ist auch der Rest des Films ein nüchterner, schnörkelloser Bericht über das höchste Lösegeld, das bis zu diesem Zeitpunkt je gezahlt wurde – mehr als 10 Millionen Dollar.“